# Dorothea Mink
Dorothea Mink ist eine deutsche Modedesignerin und Hochschullehrerin.

## Leben
Mink wuchs im Schwarzwald an der französischen Grenze auf und besuchte das Markgraf-Ludwig-Gymnasium in Baden-Baden. Von 1983 bis 1988 studierte Mink in Hamburg Modedesign an der Hochschule für Angewandte Wissenschaften. Nach dem Studium arbeitete Mink  bei Jil Sander und Wolfgang Joop. 1995 erhielt sie einen Ruf an die Fachhochschule Hannover Fachbereich Kunst und Design und lehrte dort bis 2002 als Professorin für Modedesign. Seit 2002 ist Mink als Professorin an der Hochschule für Künste Bremen tätig: Studiengang Integriertes Design – experimenteller Entwurf mit dem Schwerpunkt Modedesign.

## Forschungsinteressen
Wie wird aus Bekleidung Mode, mit der sich ein Mensch identifizieren kann? Dies ist eine der Kernfragen, mit denen sich Mink in ihrer Lehre beschäftigt. Während bei Bekleidung die Funktion und der Nutzen im Vordergrund stehen, hat Mode immer eine menschliche Bedeutung. „Mode steht für zwischenmenschliche Kommunikation, Mode steht für den Ausdruck eigener Identität.“
Ein weiterer Forschungsschwerpunkt von Mink ist Leben und Wirken des britisch-amerikanischen Couturiers Charles James (1906–1978). 

## Publikationen (Auswahl)
- Fashion – Out of Order. Disruption as a Principle. Arnoldsche Art Publishers, Stuttgart 2011, ISBN 978-3-89790-358-6.
- Raster und Fadenkreuz. Zur Musterung von Verbrechen. Kritik und künstlerische Untersuchungen einer Medientechnik, hrsg. v. Andrea Sick, Katharina Hinsberg und Dorothea Mink. Transcript Verlag, Bielefeld 2009, ISBN 978-3-8376-1173-1.
- Fashion Body Cult / Mode Körper Kult, hrsg. v. Elke Bippus und Dorothea Mink. Schriftenreihe 03 Hochschule für Künste Bremen. Arnoldsche Art Publishers, Stuttgart 2007, ISBN 978-3897902640.